# Plectris rorida
Plectris rorida är en skalbaggsart som beskrevs av Hermann Burmeister 1855. Plectris rorida ingår i släktet Plectris och familjen Melolonthidae. Inga underarter finns listade i Catalogue of Life.